# 桃園文庫
桃園文庫（とうえんぶんこ）は、かつて存在した日本の出版社・桃園書房が1985年から2007年まで刊行していた文庫本のレーベル。

## 概要
官能小説と推理小説を中心に、エンターテインメント系の作品を月1 - 3点刊行していたが、2007年に桃園書房が倒産したことに伴い廃刊となり、22年の歴史に幕を閉じた。
本レーベルで刊行されていた作品の内、推理小説の一部は有楽出版社・ジョイ・ノベルスやワンツーマガジン社・POCKET NOVELSより復刊されている。